# Margaret River
Margaret River – miasto (bez formalnych praw miejskich) w południowo-zachodniej części stanu Australia Zachodnia, położone niemal dokładnie na południowo-zachodnim "rogu" kontynentu australijskiego. Ośrodek administracyjny hrabstwa Augusta-Margaret River. Liczba stałych mieszkańców wynosi 4 415 (2006). Nazwa miejscowości pochodzi od rzeki Margaret River, w której dolinie leży. 
Popularny kurort, znany zwłaszcza z dogodnych warunków do uprawiania surfingu na okolicznych plażach (samo miasto znajduje się ok. 9 km od wybrzeża Oceanu Indyjskiego), oraz ośrodek uprawy winorośli i produkcji wina. Miasto jest także tradycyjną bazą wypadową dla osób odwiedzających Park Narodowy Leeuwin-Naturaliste, słynący ze swoich jaskiń.
W Margaret River panuje klimat określany jako śródziemnomorski suchy. Najcieplejszymi miesiącami są styczeń i luty, gdy temperatura maksymalna dochodzi do 25 stopni Celsjusza. W lipcu i sierpniu temperatura minimalna spada do 8 stopni.